# مرغ توفان سوئینهو
مرغ توفان سوئینهو (نام علمی: Oceanodroma monorhis) نام یک گونه از سرده اقیانوس‌روها است.